# Nadinspektor Policji
Nadinspektor Policji (nadinsp.) – pierwszy z dwóch stopni generalskich w polskiej Policji. Niższym stopniem jest inspektor (korpus oficerów starszych), a wyższym generalny inspektor. Nadinspektorami Policji zostają głównie oficerowie piastujący wysokie stanowiska w Policji, np. komendanci wojewódzcy Policji czy zastępcy komendanta głównego Policji. Stopień nadinspektora Policji jest odpowiednikiem w SZ RP stopnia generała brygady oraz nadbrygadiera w Państwowej Straży Pożarnej.
Stopień służbowy nadinspektora Policji nadaje Prezydent Rzeczypospolitej Polskiej na wniosek ministra właściwego ds. wewnętrznych.